# Pietro de Lignis

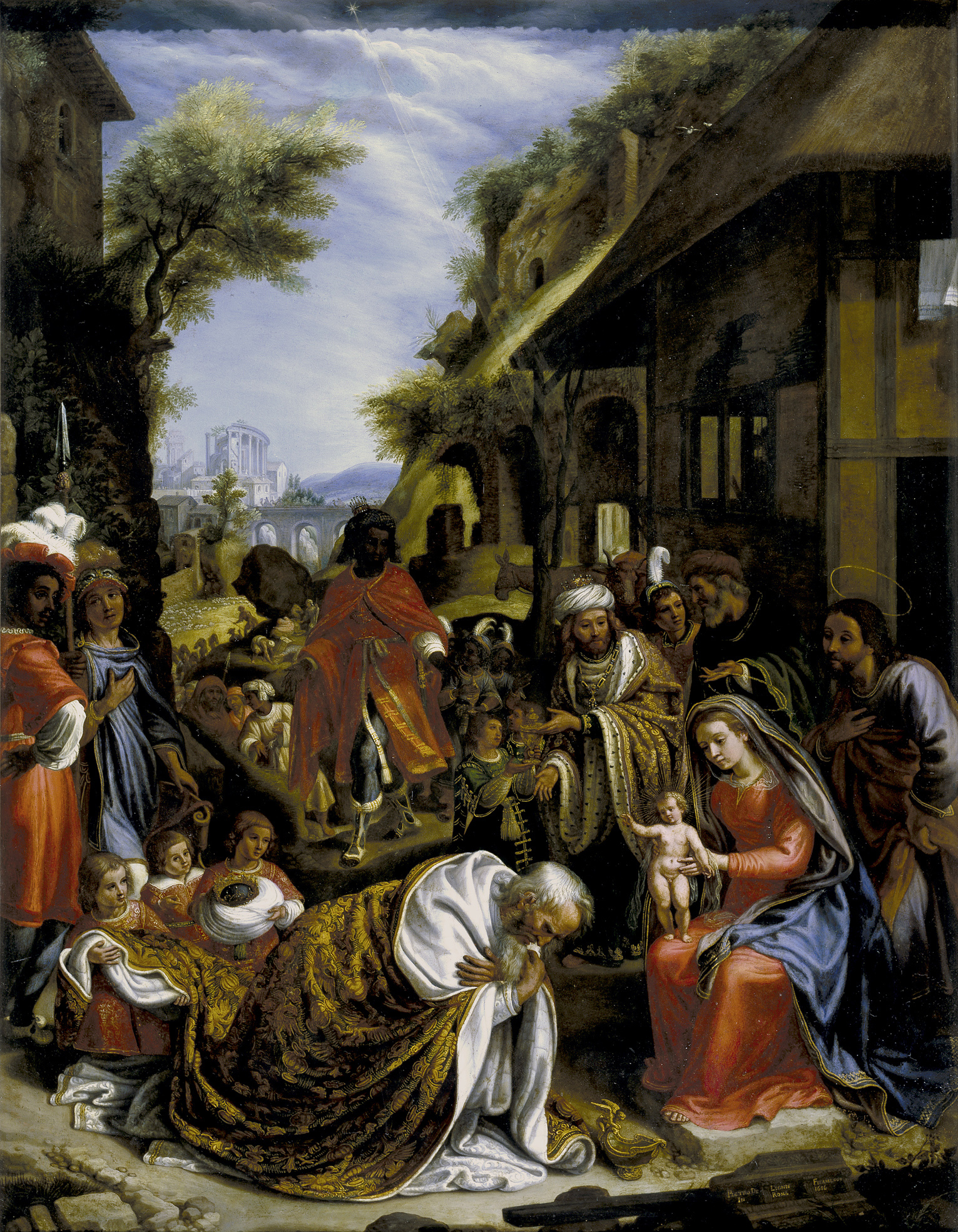
Adoración de los Reyes Magos, 1616, óleo sobre lámina de cobre, 70 x 54 cm, Madrid, Museo del Prado.

Pietro de Lignis (Malinas, ca. 1577-Roma, 1627) fue un pintor manierista flamenco activo en Roma donde falleció a la edad de cincuenta años.
Pietro de Lignis se estableció en Roma no más tarde de 1599 y allí desarrolló toda su actividad conocida, reducida a dos pinturas firmadas: el Martirio de Santa Catalina de Alejandría (Karlsruhe,  Staatliche Kunsthalle), firmado en el arquitrabe del edificio clásico que hace de fondo: «Pietro du Bois.ALIAS. DI / LIGNIS. IN ROMA», y la Adoración de los Reyes Magos (Madrid, Museo del Prado), firmada «Pietro de Lignis. 1616». A partir de ellas y por razones estilísticas se le han atribuido un pequeño número de obras, siempre de asunto religioso, caracterizadas por la pincelada lisa, los fondos paisajísticos con ruinas clásicas, la armoniosa composición y la riqueza de color, entre las que se encuentran el lienzo de la Parábola de los convidados a las bodas del Museo del Prado y una Adoración de los Reyes, cercana a la composición del museo madrileño, en colección privada.